# Dicranidae
Sous-classe
Les Dicranidae sont une sous-classe de mousses de la classe des Bryopsida.

## Systématique
Le nom scientifique de ce taxon est Dicranidae, choisi en 2001 par le botaniste russe Alexander Borissovitch Doweld (da).

## Liste des taxons inférieurs
Liste des ordres selon ITIS (19 décembre 2021) :
- Archidiales
- Bryoxiphiales
- Catoscopiales
- Dicranales
- Grimmiales
- Pottiales
- Pseudoditrichales
- Scouleriales

Selon Tropicos (19 décembre 2021) (attention liste brute contenant des synonymes) :
- Archidiales Limpr., 1885
- Bryoxiphiales Á. Löve & D. Löve, 1953
- Catoscopiales Ignatov & Ignatova, 2004
- Dicranales M. Fleisch., 1920
- Dicrananae W. Frey, 1977
- Distichiaceae Schimp., 1860
- Fissidentales M. Fleisch., 1920
- Flexitrichaceae Ignatov & Fedosov, 2016
- Grimmiales M. Fleisch., 1920
- Mitteniales A.J. Shaw, 1985
- Pottiales M. Fleisch., 1920
- Pseudoditrichales Ignatov & Fedosov, 2016
- Schistostegales M. Fleisch., 1920
- Scouleriales Goffinet & W.R. Buck, 2004
- Syrrhopodontales Dixon, 1932
- Timmiellaceae Y. Inoue & H. Tsubota, 2014